# Colangite biliare primitiva
La colangite biliare primitiva (precedentemente nota come cirrosi biliare primitiva, abbreviata in CBP) è una malattia cronica, a verosimile patogenesi autoimmune, che colpisce i dotti biliari di piccolo e medio calibro. Determina così ristagno cronico di bile (colestasi) che porta a fibrosi (formazione di tessuto cicatriziale) e cirrosi epatica. La malattia colpisce prevalentemente donne (rapporto donne-uomini pari a 9:1) tra i 40 e 60 anni di età. La frequenza di tale patologia è variabile in diverse aree geografiche con una maggior prevalenza nei paesi Nord-Europei; in Italia si stima una prevalenza di circa 20-30 individui ogni 100 000 abitanti.

## Cambio del nome
Durante la conferenza monotematica dell’European Association for the Study of the Liver  (EASL) dedicata completamente a questa patologia, organizzata a Milano nel 2014 la comunità scientifica europea e mondiale di epatologia, con un particolare contributo degli studiosi italiani, ha proposto e successivamente ottenuto la modifica della denominazione da Cirrosi Biliare Primitiva (ancor prima definita con i termini di “colangite cronica non suppurativa” o “colangite autoimmune”) in Colangite Biliare Primitiva. La patologia venne scoperta e denominata nella metà del 1800, quando, alla diagnosi, la maggior parte dei pazienti aveva un quadro avanzato della patologia. Ad oggi, con le attuali tecniche diagnostiche, la malattia viene riconosciuta nella maggioranza dei casi in fase iniziale, quando il quadro epatologico non è evoluto in cirrosi, complicanza che può tuttavia verificarsi in un sottogruppo di pazienti.

## Eziologia
La precisa causa di tale patologia non è nota; sono implicati fattori genetici, legati ad una disfunzione del sistema immunitario, e fattori ambientali, come l'interazione dell'organismo con alcuni agenti infettivi.

## Aspetti clinici
I sintomi cardinali sono 2: il prurito e la stanchezza. Il prurito, generalmente diffuso a tutto il corpo, è presente nella maggior parte dei pazienti ed ha intensità variabile e fluttuante nel tempo. L'astenia, non correlata con la gravità della malattia, può manifestarsi anche molto precocemente nel decorso di malattia. Si può presentare come affaticamento, difficoltà a concentrarsi, stato depressivo o eccessiva sonnolenza diurna.
Per quanto attiene al decorso, la malattia ha un andamento cronico e solitamente progredisce in modo lento e graduale, con periodi anche lunghi di relativo benessere. Solo una minor parte dei pazienti presenta alla diagnosi la cirrosi, il quadro avanzato della malattia epatica, o progredisce verso di essa. In questo stadio la fibrosi interessa tutto il fegato compromettendone il corretto funzionamento.

## Storia
Secondo un'ipotesi il famoso rivoluzionario Jean-Paul Marat soffriva di colangite biliare primitiva; la malattia lo costringeva a stare a lungo immerso in acqua tiepida per lenire il prurito e le lesioni provocate dal continuo grattarsi.

## Diagnosi
Nella metà dei casi la PBC viene diagnosticata in modo casuale quando, per altri accertamenti o durante uno screening, vengono rilevati anomali livelli dei marcatori di patologia epatica: le transaminasi (AST e ALT) e soprattutto gli indici di colestasi (gamma-GT e Fosfatasi Alcalina).
La diagnosi è data dalla presenza di almeno due dei seguenti tre criteri: 
- positività della ricerca degli Anticorpi Anti-Mitocondrio (AMA) (che si riscontra nel 95% dei casi) a titolo adeguato (1:40 all'immunofluorescenza indiretta);
- persistenza per oltre 6 mesi di alti valori di fosfatasi alcalina (maggiori di 1.5 volte);
- biopsia epatica compatibile.

Gli AMA sono considerati anticorpi altamente specifici e sensibili, e la loro presenza nel siero è virtualmente diagnostica. Talora si rileva anche la presenza degli Anticorpi Anti-Nucleo (ANA), soprattutto nei casi in cui siano assenti gli AMA (condizione chiamata "Colangite Autoimmune").
La Biopsia epatica dà la certezza diagnostica e mostra una "colangite cronica destruente non suppurativa" (ovvero la presenza di granulomi che danneggiano i dotti biliari). Il danno istologico è classificato in 4 stadi, solo l'ultimo dei quali corrisponde ad una franca cirrosi:
- Stadio 1 - Infiltrato infiammatorio portale
- Stadio 2 - Infiammazione e/o fibrosi periportale con proliferazione dei piccoli dotti biliari
- Stadio 3 - Setti Fibrosi
- Stadio 4 - Cirrosi Biliare (noduli di rigenerazione)

## Malattie associate e complicanze
Rilevante è la possibilità che alla PBC si associno altre malattie autoimmuni, per questo è consigliabile effettuare uno screening sierologico per rilevarne la presenza.
- Fino al 70% delle pazienti lamenta i sintomi della Sindrome di Sjögren (caratterizzata da secchezza orale ed oculare e da artralgie).
- Frequente è anche la Tiroidite di Hashimoto, che può presentare i sintomi dell'ipotiroidismo (stanchezza, torpore, aumento ponderale).
- Meno comuni sono l'Epatite Autoimmune (sindrome overlap), la Celiachia ed il Diabete Tipo 1.
- Più rare sono l'Artrite Reumatoide, la Porpora trombocitopenica idiopatica, la Sclerodermia, e la Glomerulonefrite membranosa.

L'osteoporosi è piuttosto frequente in quanto:
- le pazienti sono donne di mezza età e pertanto possono essere affette dall'osteoporosi post-menopausale
- la stasi biliare non consente un corretto assorbimento intestinale della vitamina D esogena (che è liposolubile)
- il danno epatico determina una ridotta attivazione della vitamina D endogena

È inoltre aumentato il rischio di sviluppare l'epatocarcinoma, per il quale è consigliabile intraprendere un programma di sorveglianza (ecografia epatica e dosaggio dell'alfa-fetoproteina).
Nelle fasi avanzate della malattia compaiono i segni dell'insufficienza epatica e dell'ipertensione portale: 
- ittero
- varici esofagee
- ascite
- edemi declivi
- encefalopatia epatica
- turbe della coagulazione (emorragie)

## Prognosi
I principali fattori prognostici sono:
- la precocità della diagnosi
- l'età alla diagnosi
- lo stadio istopatologico rivelato dalla biopsia
- l'entità della sintomatologia
- la positività a specifici tipi di ANA (anticorpi anti-nucleo), come gli anti-gp210, anti-sp100, anti-sp140 e anti-p62[9]
- la risposta alla terapia (in particolare la diminuzione della fosfatasi alcalina ed i livelli di bilirubina)
- la sovrapposizione con altre patologie autoimmuni

La prognosi a medio- e lungo termine (fino a 15 anni) può essere calcolata usando 2 score prognostici recentemente sviluppati: il GLOBE score ed il UK-PBC risk score.

## Terapia
Innanzitutto possono giovare alcune norme finalizzate a preservare il più possibile la funzionalità epatica residua: 
- astensione dal consumo di alcol
- mantenimento di un corretto peso corporeo (Indice di massa corporea <25 kg/m2)
- seguire una dieta iposodica (per prevenire l'ipertensione portale)
- limitare l'uso di farmaci epatotossici (es. FANS)
- valutare la possibile vaccinazione contro i virus dell'epatite A e B

La terapia farmacologica della PBC si basa elettivamente sull'assunzione dell'Acido UrsoDesossiColico (UDCA) ad alto dosaggio (da 15 fino a 25 mg/Kg/die), che ha potere coleretico ed antinfiammatorio. Questo farmaco determina, nella maggior parte dei casi, una rapida diminuzione dei marcatori patologici, ed è, secondo numerosi studi clinici, in grado di rallentare la progressione della malattia e quindi di aumentare la sopravvivenza. L'UDCA è ben tollerato dall'organismo ed è sostanzialmente privo di effetti collaterali (raramente diarrea).
Solo nei casi in cui il prurito sia persistente viene prescritta la Colestiramina, una resina che neutralizza gli acidi biliari ritenuti dall'organismo (responsabili di tale sintomo).
Farmaci ad attività immunosoppressiva (come metotrexato, budesonide e colchicina) sono stati sperimentati vista la natura autoimmune della malattia, ma i risultati non si sono rivelati soddisfacenti, pertanto non vengono normalmente utilizzati. Vi si ricorre qualora la risposta all'UDCA (valutata in base all'abbattimento degli indici biochimici come la fosfatasi alcalina) risulti insufficiente.
Alcuni studi clinici hanno mostrato risultati incoraggianti da parte del Bezafibrato, un farmaco ipolipemizzante con attività epatoprotettiva.
Recentemente l'acido Obeticolico (agonista del recettore nucleare FXR, che regola la sintesi ed il trasporto degli acidi biliari) è stato registrato come farmaco di seconda linea nei paziente con risposta insoddisfacente all'UDCA o intolleranti all'UDCA.
Per l'osteoporosi si procede alla supplementazione di vitamina D (preferibilmente la forma 25-idrossilata o calcifediolo) e calcio; eventualmente si può ricorrere a farmaci anti-fratturativi come i bisfosfonati (es. alendronato 70 mg/settimana).
Per l'astenia non esiste una terapia efficace.
L'evoluzione allo stadio terminale (cirrosi, ipertensione portale, insufficienza epatica) richiede inevitabilmente il trapianto di fegato, proprio per il quale la PBC rappresenta una delle principali indicazioni. La ricorrenza della malattia sul trapianto è bassa e la percentuale di sopravvivenza ottima.